# Seif el-Din el-Zoubi
Seif el-Din el-Zoubi (1913-26 juin 1986) est un homme politique arabe israélien.

## Biographie
El-Zoubi est né en 1913 à Nazareth, où il fréquente le lycée. Durant le mandat britannique de la Palestine, il est actif dans la Haganah et reçoit plus tard la décoration de combattant de l'État. Durant la guerre d'indépendance israélienne, il arrive à convaincre la famille Zoubi de soutenir le camp juif et non l'Armée de libération arabe de Fawzi al-Qawuqji.
En 1949, il est élu à la Knesset en tant que chef de la Liste démocratique de Nazareth, un parti du bloc du Mapaï,. Durant cette période, il est membre de la commission des affaires intérieures de la Knesset. Il est réélu en 1951 sur la Liste démocratique pour les Arabes israéliens, puis à nouveau en 1955. Durant cette période, il siège au comité parlementaire de la Knesset. Il démissionne de la Knesset le 13 février 1956. En 1959, il devient maire de Nazareth, premier maire musulman de la ville depuis des décennies, et occupe ce poste jusqu'en 1965, date à laquelle il revient à la Knesset sur la liste Progrès et développement, qui fusionne brièvement avec Coopération et Développement avant de retrouver son indépendance. Il est élu à la Knesset en 1969 et nommé vice-président de la Knesset. En 1971, el-Zoubi redevient maire de Nazareth, poste qu'il conserve jusqu'en 1974,.
El-Zoubi est réélu en 1973. En 1974, Progrès et Développement fusionne avec Alignement, avant de le quitter et de former la Liste arabe unie. Il est réélu une dernière fois sur la liste de la Liste arabe unie en 1977, avant de démissionner de son siège le 3 avril 1979. Il est décédé en 1986.
Haneen Zoabi, qui a été membre de la Knesset pour la Liste commune, est une parente.